# Домрачёв, Павел Фёдорович
Домрачёв Павел Фёдорович (12 июня 1899—1941) — советский учёный, профессор географо-экономического научно-исследовательского института, участник блокады Ленинграда.

## Биография
Павел Федорович Домрачев родился 12 июня 1889 года на станции Столбцы Октябрьской железной дороги. Отец был железнодорожником. Родной брат — художник Макарий Домрачёв.
Начал работать с 1912 года после получения образования.
До войны занимал должность профессора в Географо-экономическом научно-исследовательском институте Ленинградского университета по специальности озероведение.
Автор более 90 научных работ в области лимнологии.
Участник восьми научных экспедиций: на Чудское озеро, в Витебскую область, в Гиссарскую долину и так далее.
С 1916 года активный член Русского Географического общества, занимая должность председателя озерной комиссии.
Начало Великой Отечественной войны встретил в г. Ленинграде.
С 10 июня 1941 года отправился в отпуск и пропал без вести. Объявлен умершим в январе 1942 года (по данным книги Памяти г. Санкт-Петербурга объявлен умершим в декабре 1941 года).
Похоронен на Серафимовском кладбище в г. Санкт-Петербург.

## Основные работы
Домрачев П.Ф,. Краткий очерк рыболовства в Смоленском уезде (верховья р. Днепра и некоторые озера). — Петроград :: типо-лит. М.П. Фроловой, 1914. — 44 с.
Домрачев П.Ф. Балхаш и Прибалхашье [Текст] : (Науч.-попул. очерк природных условий и хоз. значения озера и прилегающего к нему района). — Казахстан: Краев. изд-во, 1935. — 62 с.
Домрачев П.Ф. К вопросу о классификации озер Северо-западного края. — Петроград: Рос. гидрол. ин-т. — 43 с.
Домрачев П.Ф. Водяные клещи (Hydracarina) Петроградской губернии. — Петроград, 1922. — 27 с.